# Vasco Rossi
Vasco Rossi (ur. 7 lutego 1952 w Zocca) – włoski piosenkarz rockowy, autor tekstów piosenek, również DJ.

## Życiorys
Karierę zaczynał na studiach, współtworząc, wspólnie z grupą znajomych, jedną z pierwszych we Włoszech prywatnych rozgłośni radiowych – Punto Radio. Pracował tam jako DJ, zaczął również nagrywać pierwsze własne piosenki. Z tamtego okresu wywodzą się pierwsze płyty artysty: Ma cosa vuoi che sia una canzone (1977), Non siamo mica gli americani (1978) i kontrowersyjna, obfitująca w wulgaryzmy Colpa d’Alfredo (1980). W dużej mierze właśnie kontrowersje sprawiły, iż Rossi zaczął zdobywać popularność w całych Włoszech.
W 1982 roku Vasco Rossi po raz pierwszy wziął udział w Festiwalu Piosenki włoskiej w San Remo, jednak jego piosenka, Vado al massimo, zajęła ostatnie miejsce w konkursie. Niewiele lepiej poszło mu rok później – utwór Vita spericolata zajął przedostatnie miejsce, dodatkowo na artystę spadły gromy spowodowane faktem, iż w trakcie występu był on kompletnie pijany. Wbrew wszystkiemu, Vasco Rossi zdobywał ciągłą popularność, stając się wkrótce jednym z najpopularniejszych we Włoszech młodych wokalistów rockowych, przyczyniło się do tego zwycięstwo w kultowym w owym okresie Festivalbar.
W 1984 roku Vasco Rossi został aresztowany pod zarzutem handlu i posiadania narkotyków – skazano go za to na karę 2 lat i ośmiu miesięcy pozbawienia wolności w zawieszeniu. Mimo problemów z prawem kolejne płyty artysty sprzedawały się w rekordowych nakładach (Gli spari sopra z 1993 roku zdobyła status platynowej płyty) a jego teledyski reżyserowali najwybitniejsi twórcy (w 1996 teledysk do piosenki Sally and Gli angeli nakręcił Roman Polański). W swojej karierze Vasco Rossi nagrał (stan na grudzień 2009) 26 albumów (wliczając w to płyty live oraz oficjalne składanki największych przebojów), jego ostatnia płyta, nagrana live Buoni o cattivi live anthology 04.05 ukazała się w 2005 roku.

## Dyskografia
- Ma cosa vuoi che sia una canzone (1978)
- Non siamo mica gli americani (1979)
- Colpa d’Alfredo (1980)
- Siamo solo noi (1981)
- Vado al massimo (1982)
- Bollicine (1983)
- Va bene, va bene così (1984)
- Cosa succede in città (1985)
- C'è chi dice no (1987)
- Liberi liberi (1989)
- Fronte del palco (1990)
- 10.7.90 San Siro (1990)
- Gli spari sopra (1993)
- Nessun pericolo... per te (1996)
- Rock (1997)
- Canzoni per me (1998)
- Rewind (1999)
- Stupido hotel (2001)
- Vasco Rossi Tracks (2002)
- Buoni o cattivi (2004)
- Buoni o cattivi live anthology 04.05 (2005)
- Vasco Extended Play (2007)
- Il mondo che vorrei (2008)
- Tracks 2 inediti & rarità (2009)